# Dmytro Teriomenko
Dmytro Wasylowycz Teriomenko (ur. 1 lutego 1987) – ukraiński siatkarz, grający na pozycji środkowego, reprezentant Ukrainy. 

## Sukcesy klubowe
Puchar Ukrainy:
- 2006, 2007, 2008, 2009, 2010, 2011, 2012, 2013, 2014, 2015

Mistrzostwo Ukrainy:
- 2007, 2009, 2010, 2011, 2012, 2013, 2014, 2015, 2016[5], 2024[6]
- 2008

Puchar Francji:
- 2019, 2023[7]

Mistrzostwo Francji:
- 2019, 2023[8]
- 2022[9]

Puchar CEV:
- 2022[10]

## Sukcesy reprezentacyjne
Letnia Uniwersjada:
- 2015

Liga Europejska:
- 2023